# Dulcele, Arad
Dulcele este un sat în comuna Gurahonț din județul Arad, Crișana, România.

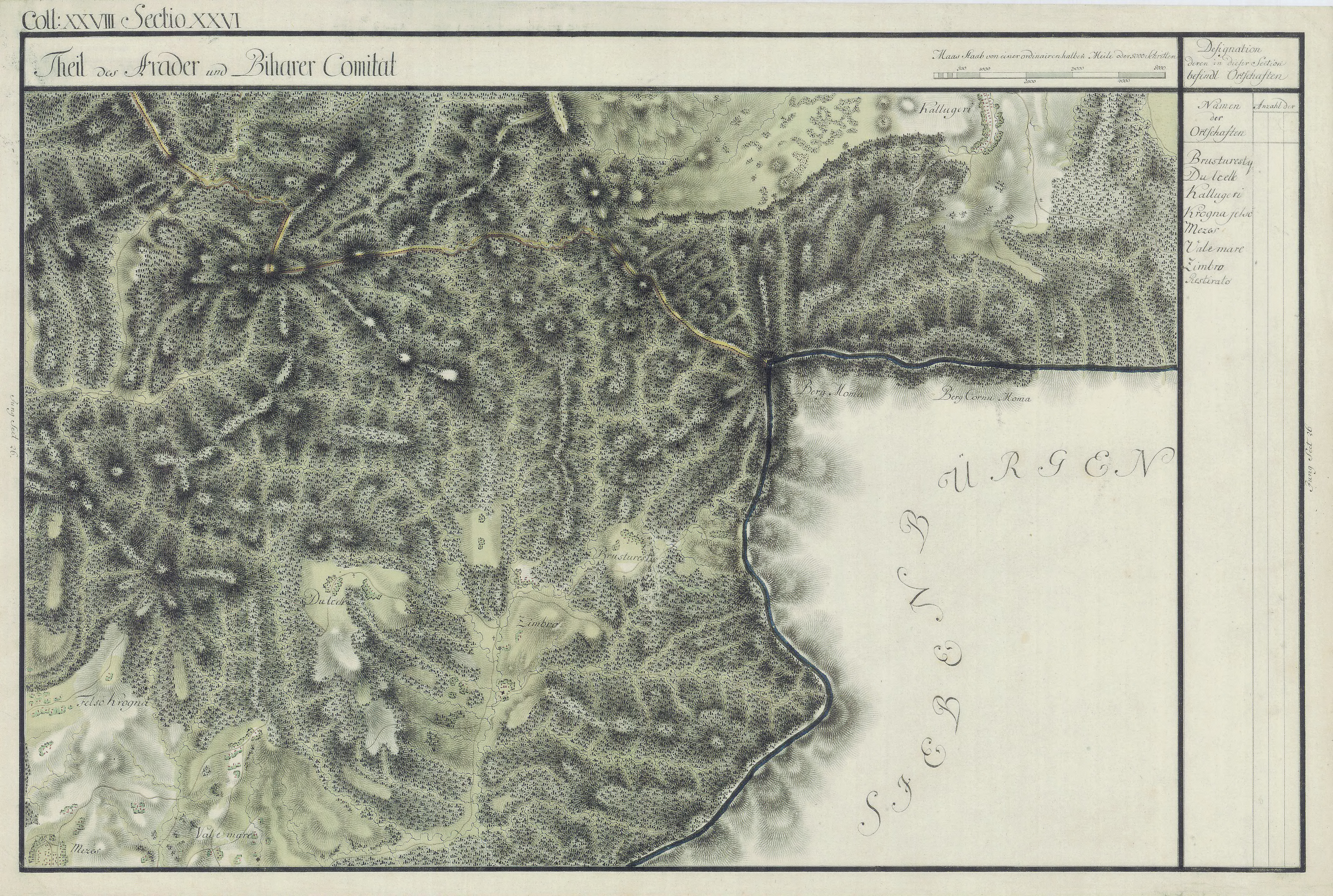
Dulcele în Harta Iozefină a Comitatului Arad, 1782-85